# 木村宗男
木村 宗男（きむら むねお、1911年9月6日 - 2005年）は、日本語教育の研究者、実践者。早稲田大学名誉教授。

## 経歴
- 1911年　広島市に生まれる。広島高等師範学校附属小学校、広島県立広島第一中学校で学ぶ。
- 1930年　第二早稲田高等学院に入学。二年修業して自動的に早大学部に進学できる学校だったが、病気で広島で自宅療養などで何度も休学。
- 1939年　早稲田大学文学部英文科卒業。東京府立機械工業学校講師（英語担当）。
- 1943年　文部省南方派遣日本語教育要員養成所に応募し採用。同年10月フィリピン・マニラに到着。
- 1946年　敗戦後捕虜生活を経て12月に帰国。
- 1947年　杉並区立宮前中学校に英語教諭として着任。
- 1949年　創立された東京日本語学校で日本語教育に従事、長沼直兄に師事する。
- 1960年　早稲田大学教務課非常勤嘱託として早稲田大学の日本語教育に従事。
- 1963年　早稲田大学語学教育研究室が研究所に昇格し、同専任講師。東京日本語学校退職。
- 1967年　助教授を飛び越えて早稲田大学語学教育研究所教授。日本語、日本語教授法担当。早大教授在任中から、各種日本語教師養成・研修課程に関わる。
- 1982年　早稲田大学定年退職、名誉教授。
- 1985年 ～1989年　日本語教育学会副会長
- 1998年　イフガオ州アシン川流域に小規模水力発電を設置する会（CACEPPI）創立、代表となる。同会は木村宗男が戦時中に派遣されたフィリピンを援助する会[2]。

## 著書（単著）
- 『日本語教授法－研究と実践－』　凡人社　1982年
- 『教授法入門（教師用日本語教育ハンドブック7）』国際交流基金日本語国際センター　1988年